# Païsa
Série Trilogie de la guerre
Rome, ville ouverte
(1945) Allemagne année zéro
(1947)
Pour plus de détails, voir Fiche technique et Distribution.
Païsa (titre original : Paisà) est un film italien réalisé par Roberto Rossellini, sorti en 1946.
Paisà se présente sous la forme d'une suite de six récits indépendants, mais liés par le thème de la libération de l'Italie par les Alliés durant la campagne d'Italie de la Seconde Guerre mondiale (1943-1945). Ils se succèdent chronologiquement, chaque court-métrage jalonnant une grande étape de la progression géographique des Alliés contre les fascistes. Ces récits non titrés sont introduits par une voix-off, et simplement séparés par un « noir ».

## Synopsis
En 1943, les Américains débarquent sur les côtes siciliennes. Nous suivons un groupe de soldats qui cherche un moyen d'atteindre leur destination en évitant les mines. Prenant conseil auprès de la population d'un village, ils prennent pour guide, plus ou moins contre son gré, une jeune fille, Carmela, qui connaît bien la région et les conduit jusqu'aux ruines d'un château en passant par une ancienne coulée de lave.
Le sergent Joe est chargé de surveiller Carmela, et les deux s'essayent à la discussion, malgré la frontière des langues. Petit à petit, le sergent lui parle de choses intimes, comme de sa famille. Mais il est abattu par une balle allemande. Carmela se retrouve avec des soldats nazis, qui envisagent de la violer. Plus tard, elle prend une arme et abat un soldat. Lorsque les Américains reviennent, ils trouvent le cadavre de Joe et en concluent la perfidie de Carmela. Dernière scène, du haut de la falaise, les Allemands regardent le corps de la jeune fille sur les rochers en contrebas, puis ils s'en vont.
Naples est libéré depuis peu et sert de plate-forme logistique. Beaucoup d'enfants rusent et volent pour survivre. L'un d'eux trouve un militaire noir américain, complètement ivre. Il l'emmène avec lui à un spectacle de marionnettes, joue de son harmonica... On ne sait jamais s'il s'en est fait un ami, ou s'il n'a en tête que de le voler. Quoi qu'il en soit, le militaire finit par s'endormir, et l'enfant en profite pour lui dérober ses chaussures.
Plus tard, l'Américain, dont on découvre qu'il travaille en fait pour la police militaire, le retrouve en train de voler la marchandise d'un camion. Il prend l'enfant et demande à être conduit chez lui, afin de retrouver ses chaussures. L'enfant le mène à un quartier d'une misère accablante. Il lui donne des chaussures, mais ce ne sont pas les siennes. Le policier veut voir ses parents, mais l'enfant ne comprend pas : il n'a pas de parents, ceux-ci sont morts dans les bombardements.
Rome. Un jeune soldat américain, tombé amoureux d'une jeune Italienne, Francesca, le jour de son arrivée dans la capitale (6 juin 1944), rencontre à nouveau cette même femme, par hasard, six mois plus tard. Mais ils ne se reconnaissent pas. Elle est devenue prostituée. Elle le traîne de force dans sa chambre. Sur le lit, l'Américain se met à raconter son histoire. À l'écoute de son récit, la prostituée se reconnaît dans la Francesca dont il est amoureux. Encore amoureuse elle aussi, mais embarrassée par son statut de prostituée, elle s'enfuit en lui laissant un rendez-vous sur un morceau de papier. Le lendemain, dessoulé, le soldat jette le papier (« l'adresse d'une pute ») sans même y jeter un œil.
La bataille fait rage dans Florence. Hariet, jeune infirmière américaine, persuade son ami Massimo de l'aider à franchir l'Arno, et passer sur la rive droite où font rage les combats de rue, pour rejoindre Lupo, un ancien peintre devenu chef des partisans. Les deux parviennent à la zone dangereuse grâce à la galerie des Offices préservée, et passent de toit en toit pour atteindre la zone. Entretemps, un vétéran de la guerre de 18, qui observe les combats de sa terrasse et se flatte de reconnaître les calibres des armes au son de leur tir, leur donne de précieuses informations pour les aider dans leur quête. C'est un homme blessé qui, en expirant dans ses bras et en parlant tout seul, leur apprendra sans le savoir que Lupo est déjà mort.
En Romagne, la libération se fait longue parce que les Allemands défendent becs et ongles le moindre village. Plus tard, un monastère est libéré, et accueille trois aumôniers américains. Ils apportent avec eux des vivres, et goûtent en retour la quiétude et la spiritualité du monastère, vieux de 500 ans, bâti « avant la découverte de la grande Amérique ». Mais les moines apprennent que deux de ces aumôniers sont sur le « mauvais chemin » : l'un est juif, l'autre protestant. Ils discutent avec le catholique sur le moyen de ramener les deux autres à la foi authentique, mais celui-ci indique sagement qu'il respecte leur choix, et que, si lui comme les moines sont persuadés d'être dans la vraie religion, le juif et le protestant le sont tout autant.
Lors du dîner, les moines informent leurs hôtes qu'ils vont jeûner dans l'espoir que leur vœu de remettre ces deux hommes sur le droit chemin soit exaucé. L'aumônier américain catholique se lève alors, mais c'est seulement pour dire le regain de foi que ce lieu lui a apporté.
Durant l'hiver 1944, la première image montre le sort funeste qui est réservé aux partisans capturés par les Allemands : on voit un homme mort dériver sur une bouée, accroché à un panneau « partisan ». Un groupe de partisans italiens, ainsi que des soldats américains qui les ont rejoints, luttent dans la région et tentent de récupérer le cadavre. Mais ils sont capturés par les Allemands. Ils attendent d'abord leur exécution, anxieux à l'idée que leurs proches ne sauront pas ce qu'il leur est arrivé. Les Allemands jettent alors les Italiens (considérés comme des « terroristes » ou des soldats « irréguliers ») dans le fleuve avec des poids attachés au corps, alors que les Américains sont traités comme des prisonniers de guerre. L'un de ceux-ci proteste devant le sort fait à ses camarades italiens : il est brutalement abattu.

## Fiche technique
- Titre : Païsa
- Titre original : Paisà
- Réalisation : Roberto Rossellini
- Scénario : Sergio Amidei, Klaus Mann, Federico Fellini, Marcello Pagliero, Roberto Rossellini, Alfred Hayes, Vasco Pratolini
- Image : Otello Martelli
- Cadreurs : Gianni Di Venanzo, Carlo Carlini, Carlo Di Palma
- Son : Ovidio Del Grande
- Musique : Renzo Rossellini
- Montage : Eraldo Da Roma
- Production : Rod E. Geiger[1], Roberto Rossellini
- Sociétés de production : Organizzazione Film Internazionali (OFI), Foreign Film Productions
- Pays d'origine :  Italie
- Format : Noir et blanc - 35 mm - 1,37:1
- Genre : drame, guerre
- Durée : 126 minutes
- Dates de sortie :
  - Italie : 18 septembre 1946 (première mondiale à la Mostra de Venise), 10 décembre 1946 (sortie nationale)
  - France : 26 septembre 1947 (Paris)

## Distribution
- Carmela Sazio : Carmela
- Robert Van Loon : Joe, le soldat américain
- Alfonsino Pasca : Alfonsino, un garçon voleur
- Maria Michi : Francesca
- Gar Moore : Fred, un soldat américain
- Harriet Medin : Harriet White, l'infirmière
- Renzo Avanzo : Massimo
- William Tubbs : l'aumonier militaire américain Bill Martin (le prêtre catholique)
- Dale Edmonds : Dale
- Cigolani : Cigolani
- Giulietta Masina : une femme dans l'escalier, dans le quatrième récit (Firenze)

## Autour du film
Au lendemain de la Seconde Guerre mondiale, le cinéma connaît un de ses bouleversements dû à l'émergence du néoréalisme italien, dont la force est d'annoncer une nouvelle approche de la mise en scène. Au cours des années 1950, ce mouvement aura pour échos les premiers véritables films dits « d'auteur », qui se développent un peu partout en Europe, mais qui ont du mal à s'imposer face à la majorité de la production standardisée, dénotant une certaine sclérose du cinéma.

## Commentaires
Au travers de ces six récits de destins individuels et collectifs, Païsa fait revivre crûment la libération progressive de l'Italie par l'armée américaine. Suivant un parcours à la fois géographique (de la Sicile au delta du Pô) et temporel (du 2 juillet 1943 à l'hiver 1944). Chacun des six épisodes est d'une longueur équivalente et présente un nouveau groupe de personnages dans une région italienne différente. Le film se fait l'écho des douleurs d'une nation cherchant à retrouver sa dignité perdue.
Païsa constitue le deuxième chapitre de la trilogie de la guerre mondiale de Rossellini qui commence par Rome, ville ouverte (Roma città aperta, 1945) et se conclut avec Allemagne année zéro (Germania anno zéro, 1948).
Païsa, chef-d'œuvre du néo-réalisme italien, réalisé principalement avec des acteurs non professionnels choisis sur les lieux de tournage, est exemplaire du style de Rossellini, humaniste et témoin lucide de son temps.

## Appréciation
« Païsa est une méditation cinématographique. Une méditation sur la solitude des hommes. Et pour la rendre visible, Païsa ne parle, même si cela peut paraître paradoxal, que de rencontres.[...]
Aujourd'hui encore, Païsa est le film de guerre par excellence. Rossellini ne se soucie pas de faire un film « contre la guerre », il montre les gens dans la guerre, ce qu'ils font et ce que la guerre a fait d'eux. C'est un de ses films les plus désespérants et, en même temps celui qui est peut-être le plus rempli d'espoir. »

— Rudolf Thome, Roberto Rossellini. Sous la direction d'Alain Bergala et Jean Narboni, Cahiers du cinéma - La Cinémathèque française, 1990